# Baixkirs
Els baixkirs són un poble turc que viu a Rússia, principalment a la república de Baixkortostan. Un nombre significant de baixkirs també viu a la república de Tatarstan, així com al krai de Perm i les províncies de Txeliàbinsk, Orenburg, Kurgan, Sverdlovsk, Samara, i Saràtov.

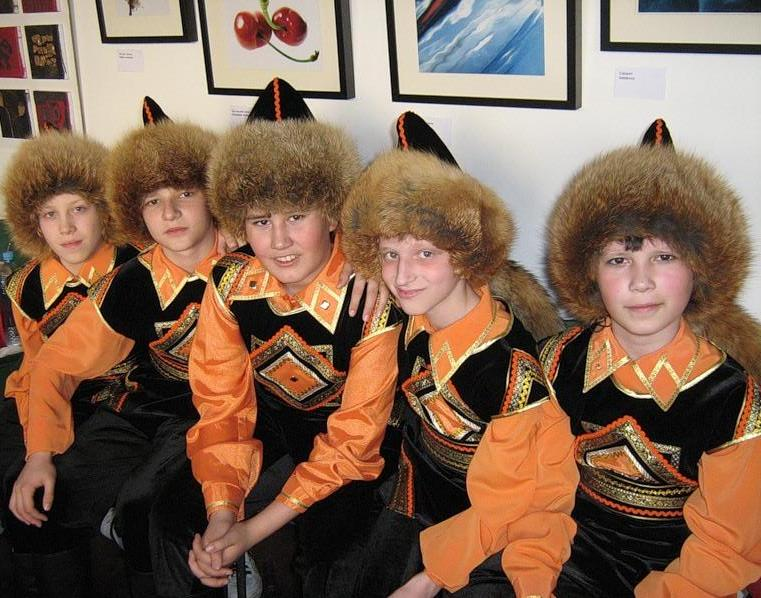
Joves baixkirs

## Situació
Els baixkirs es concentren als marges meridionals de les Muntanyes Urals i zones frontereres. Parlen el baixkir, una llengua del Kiptxak de les llengües turqueses, propera al tàtar. Segons dades del 1989, el 65% dels baixkirs vivia a la seva república. En total, un 75% parla baixkir, vora un 20% parla tàtar i la resta parla rus.

## Història

### Orígens
Segons Ahmed Zeki Velidi Togan, procedien del sud-oest del Turquestan, mentre que d'altres afirmen que ja hi vivien. Els baixkirs són probablement els paguritai, tabonoi, sübenoi o borovskoi dels escrits de Claudi Ptolemeu, però també es podrien identificar amb els bashgurts i les tribus geyne, tabin, buruch i suvin de Ibn Fadlan (s. IX). Al Ishtiraki afirmà que els baixgurts vivien en una zona muntanyosa i boscosa difícil de penetrar, i que es trobava a 25 hores de viatge del país dels búlgars. Fins i tot Al Biruni nomena els Urals Muntanyes Bashkurtes.
El seu nom prové de bachkurta o bashkunt, "criador d'abelles", en referència a llur activitat tradicional, i també foren anomenats istckos pels kazakhs. Eren agricultors, ramaders i apicultors, vivien a l'estiu en tendes de feltre (kibitka o tirmee), i a l'hivern en barracons de fusta (alasik) o en cases de pal quadrades protegides amb escorça d'àlber (ui). Els homes vestien beshmet i els dones ziulen, el barret típic, i duien tulup (pell).
Llur beguda nacional és el kumys (llet d'euga fermentada) i l'akhran (llet àcida amb crema), i el menjar, el krut (formatge ranci). Els morts els enterraven en llocs aïllats que ells mateixos escollien en vida. Encara que es convertiren a l'islamisme en el segle xiv, mantenien alguens festes de reminiscència pagana, com el sabantiu, festa de la primavera amb celebracions i jocs a cavall i sacrificis al sol. Encara avui dia també mantenen un cert xamanisme i la fe en la màgia i els esperits. Políticament eren governats per les dzhinn (assemblees populars), que s'unien en confederacions quan corria perill.
El 922 Ibn Fadlan va fer un estudi del país, religió i costums dels baixkirs. Afirmà que trobà llurs campaments als marges dels rius Kinal i Sokh, pròxims a la frontera amb els búlgars. Constatà que tots eren pagans (xamanistes). Al Idrisi, comparant els poemes dels contemporanis d'aquesta regió amb els quals trobà a la traducció àrab de Ptolemeu, donà alguns detalls més complexos sobre llurs ciutats, llurs treballs en coure i ferro, llurs armes, llurs exportacions de pells de castor i esquirol, però en bona part fan referència als magiars. La confusió es produí pel fet que les fonts musulmanes nomenen als baixkirs Bashkurts de l'interior i als musulmans bashkurts de l'exterior, mentre que els baixkirs de l'Ural es dividien en interiors i exteriors.
Els primers europeus que els esmenaren foreu Joannes de Plano Carpini i William of Rubruquis, que viatjaren pel seu territori i els anomenaren Pascatir, i afirmaren que parlaven la mateixa llengua que els hongaresos.

### Incorporació a Rússia
Fins a l'arribada dels mongols a mitjans del segle xiii, els baixkirs eren un poble fort i independent, temut pels veïns: Bulgària del Volga i els Petxenegs, però quan va caure el Kanat de Kazan el 1552 havien esdevingut un estat feble. El 1556 reconegueren voluntàriament la sobirania de Rússia. El cabdill baixkir Ivan Nakhin, lleial a Moscòvia i aconvertit al cristianisme ortodox, va fundar la fila-fortalesa d'Ufá 1574 per defensar-los dels kirguisos, i va sotmetre els baixkirs a tributs en pells. Cap al 1629 hi havia 800 famílies baixkirs sota dominació russa, i augmentaren a 7.100 famílies cap al 1700.

### Revoltes contra els russos
Mostraren una resistència acarnissada a l'annexió russa i les revoltes foren freqüents. Entre el 1629 i el 1741 els baixkirs van provocar unes 80 revoltes contra els russos. Fins al 1662 s'alçaven sempre que ho feien els tàtars, però des d'aleshores ho van fer pel seu compte. En genearal els caps dels moviments eren els kuchumides, els caps que escollien els baixkirs, i moltes vegades eren concertats amb moviments soimilars als d'Ucraïna i Nord del Caucas, i aprofitant els atacs dels crimeus, calmucs i otomans, amb qui sovint anaven contxabats. Durant els segles xvii i xviii assolaren Sibèria Occidental i el Iaxartes inferior, l'Astrakhan, Don, Daguestan i Debreczen (Hongria), i aprofitaren per revoltar-se en els moments en què els russos tenien dificultats exteriors.
El 1662-1664 es revoltaren sota el comandament de Konkas, Sary-Mergen i Devanei Devletbajev, i fou durament reprimida. El 1681-1683 es revoltaren sota el comandament de Seit Saafer Saadir i d'Ish-Humamed Devletbajev i altres nobles feudals, a causa dels forts rumors de conversió a l'ortodoxia forçada entre els pobles no russos del Volga i l'Ural. Declararen la Guerra Santa als russos amb suport dels calmucs, però finalment arribaren a un acord amb els russos.
El 1705-1711 esclatà una de les revoltes més llargues, dirigida per Aldar Isekejev i Kusium Tivlekajev, provocada per la introducció de noves taxes, l'obligació de proveir de cavalls baixkirs l'exèrcit rus i dels abusos que acompanyaven aquestes mesures, tot aprofitant la guerra amb Suècia de Pere el Gran. Els líders baixkirs, després de renunciar a la ciutadania russa, intentaren crear un kanat baixkir que seria vassall del Kanat de Crimea o del soldà de Turquia, i mantingueren contactes estrets amb els kans de Crimea, Nogai i els cosacs del Don.
Es tornarien a revoltar en 1735-1740, la més sagnant de totes les revoltes, sota el comandament divers de Kilmiak, Abiz Nuruishev, Akai Kusiumoglu, Jusuf Arylov i Julai Aznalin, com a reacció contra la construcció de fortaleses russes en territori baixkir acompanyades de confiscacions de terres que rpetenien encerclar Baixkurdistan i isolar-los dels seus veïns kazaks i karakalpaks. Com a represàlia, el 1745-1750 el comandant Neplujev ordenà la colonització del territori baixkir, cosa que provocaria una nova revolta el 1755-1756, dirigida pel mullah Abdullah Batysha Alejev (1710-1762), qui sermonejava baixkirs, kazaks, tàtars i usbecs i endemés declarà la "guerra santa" als invasors russos amb suport de nombrosos tàtars, però tot i que va jugar un rol fonamental en la revolta, no la va dirigir, i tot el moviment no va seguir les seves directrius.

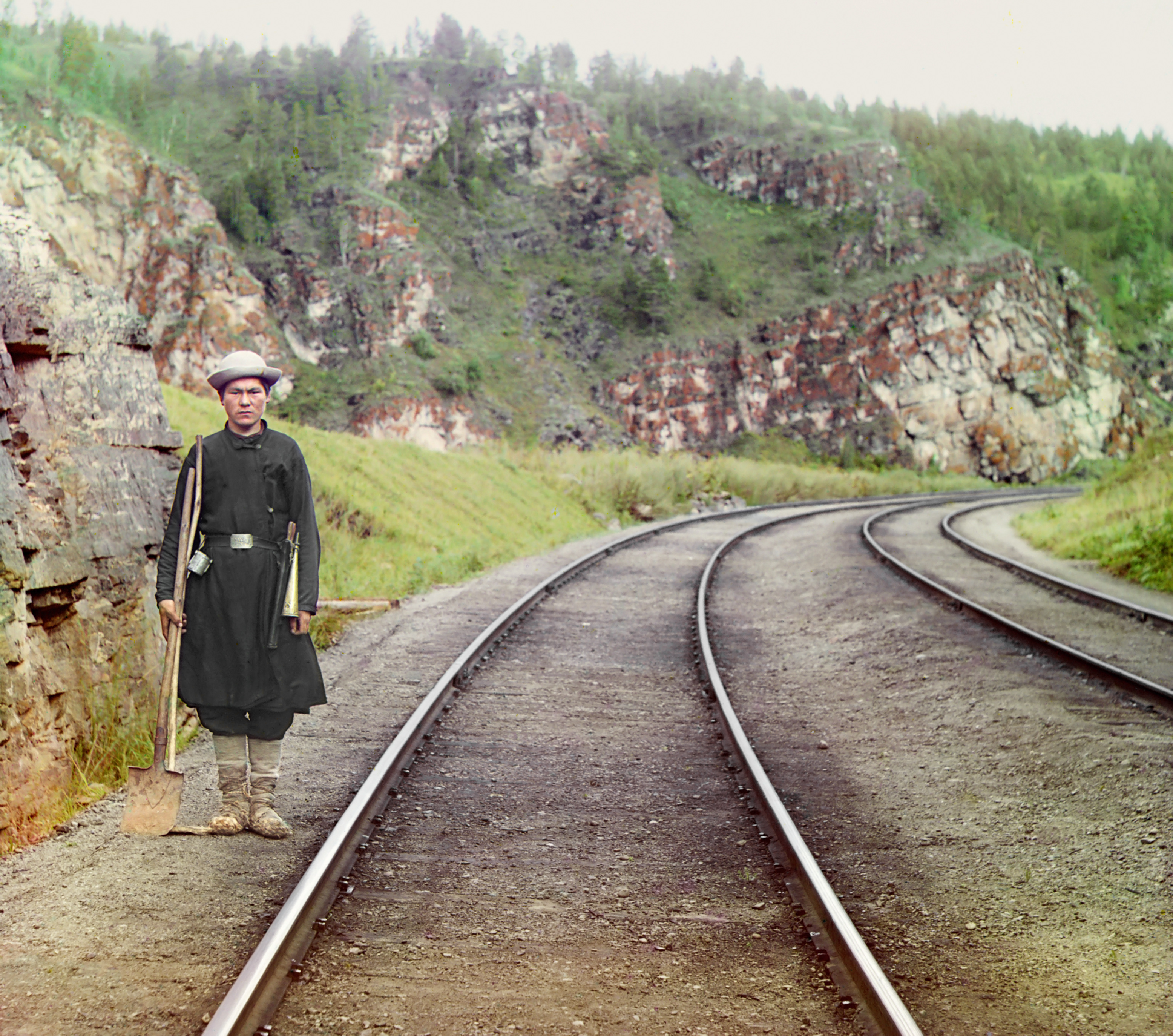
Treballador baixkir en el Transsiberià, 1910

El 1773 el cabdill Salavat Iulàiev, fill de Julai Azhnalin, va donar suport la revolta de Pugatxov, però fou derrotat i el 1774 fou empresonat per tota la vida.
Del 1789 al 1874 els baixkirs formaren una unitat especial de cavalleria fins que foren incorporats als cosacs de l'Ural. Tot el seu territori fou incorporat des del 1753 al Gubernia d'Ufa. Des del 1872 els baixkirs, que fins aleshores depenien del ministeri d'afers estrangers, reberen el mateix estatut que els altres subjectes russos, tot conservant llur pròpia legislació administrativa i financera.

### Baixkíria 1917-1919

Bandera de la República Baixkir, 1918

Quan esclatà la revolució russa bolxevic del 1917, Akhmed Zeki Velidi Togan (1890-1970), professor baixkir a la universitat de Kazan des del 1909, on va mantenir contactes amb Gorki i els eseristes russos (formà part del SR de Taixkent), esdevé líder dels nacionalistes baixkirs; pel febrer s'enfrontà als kadets de Taixkent, que volien fer dues estructures paral·leles, una per russos i l'altra per a nadius, que considerava de caràcter colonial, i per la tardor organitza un Exèrcit Nacional Baixkir de 2.000 efectius experimentats i disciplinats. També s'organitza un centre administratiu al campament de caravanes d'Orenburg, sota la direcció de Bikbayoglu Yunus.
La Shura va proclamar la independència del Baixkortostan que comprenia les àrees d'Orenburg, Ufa, Samara i Perm, i intentà declarar-se neutral en el conflicte bèl·lic. A començaments del 1918 els bolxevics ocuparen Orenburg (18 de gener), dissolgueren el govern i més tard empresonaren els seus membres, però la majoria aconseguiren escapar.
El 8 de novembre del 1917 es proclamà el soviet d'Ufa, que no volia ni sentir parlar de concessions d'autonomia, de manera que canviaren les aliances i juntament amb els aliats kazaks d'Alash Orda, s'alineà amb els bolxevics tàtars i baixkirs (Sultan Galiev, Tagirov i Khudaiberdin). D'antuvi Zeki Velidi donà suport Alexander Koltxak, raó per la qual el juny del 1918 se sublevaren novament, reuniren dues divisions i amb els txecs ocuparen Ufá. Per a poder integrar-hi els destacaments kazaks, aquestes divisions foren transformades en un cos armat separat sota comendament del general Ishbulatov. Els aliats, inquiets per l'obertura alemanya a Ucraïna i el Caucas, no recolzaren un exèrcit nacional kazak i baixkir a l'Ural i les estepes, i demanaren el seu llicenciament. D'aquesta manera, Koltxak anuncià el 21 de novembre del 1918 que ni l'exèrcit ni el govern eren reconeguts, alhora que es mostrava contrari a l'autogovern baixkir.
Recolzat pels clergues i burgesos locals, alguns dels quals desitjaven una república independent tàtar baixkir (Idel Ural), el 18 de febrer del 1919 el govern de Baixkortostan signà un acord de pau amb les autoritats soviètiques, que es comprometien a protegir llur exèrcit i llur autonomia interna; en aquest sentit el gener del 1918 Sharif Manatov s'havia desplaçat a Petrograd per tal de convèncer Lenin; i el 20 de març del 1919 es constituí la República Socialista Soviètica Autònoma de Baixkíria, amb bona part del govern d'Ufa.